# Théâtre Lyrique
Il Théâtre Lyrique è stato uno dei quattro più famosi teatri d'opera esistiti nel XIX secolo a Parigi. Gli altri erano l'Académie Royale de Musique (Opéra), il Théâtre Italien e l'Opéra-Comique.
In origine ubicato, assieme ad altri teatri, in Boulevard du Temple (in precedenza noto come Opéra-National at Théâtre-Historique e poi Théâtre Lyrique), nel 1862 (durante il secondo impero) venne spostato in Place du Châtelet, sulla riva della Senna, e rinominato Théâtre-Lyrique Impérial. Dall'inaugurazione del 1851, ebbe 19 stagioni consecutive di grande successo (fino al 1870) quando subì un incendio durante la riconquista di Parigi alla fine della Comune di Parigi nel maggio 1871. Nonostante dopo l'incendio sia stato ricostruito nel 1874, rispettando le linee del progetto originale, il suo repertorio non comprende più le opere liriche.

## Storia della creazione
Un decreto di Napoleone, del 29 luglio 1807, soppresse un notevole numero di teatri a Parigi portandoli a 35 a 9 soltanto. Di questi soltanto due rimasero come teatri d'opera, l'Opéra e l'Opéra-Comique.
Dopo la caduta di Napoleone, ed in particolare dopo la rivoluzione di luglio del 1830, vi furono molti tentativi di evadere questa limitazione ed espandere il numero dei teatri d'opera a Parigi. E così l'opera comique venne rappresentata al Théâtre du Gymnase (nel 1820), poi al Théâtre Lyrique du Odéon (1824-1829), al Théâtre des Nouveautés (1827-1831) e quindi al Théâtre de la Renaissance, dove il repertorio andava dai lavori dell'opera buffa a quelli dell'opera drammatica. Questi tentativi ebbero comunque vita breve e abortirono alla metà degli anni 1840.
Agli inizi del 1842, numerosi compositori come Hector Berlioz, Adolphe Adam, Ambroise Thomas, fra gli altri, fecero una petizione alle autorità amministrative della città per chiedere l'istituzione di un terzo teatro permanente dedicato alla rappresentazione di opere di compositori giovani e meno conosciuti, in modo che potessero avere l'opportunità di farsi conoscere dal pubblico e quindi avere l'occasione di approdare nei due teatri maggiori. Il tentativo fallì ed anche un secondo tentativo nel 1844 ebbe la stessa sorte.
Vi furono ancora dei tentativi individuali o temporanei fino a quando Adolphe Adam nel 1847 creò l'Opéra National (Théâtre National) (fondato anche da Alexandre Dumas), che venne ospitato dal rinnovato Cirque Olympique sito sul boulevard du Temple. Questo tentativo fallì nell'arco di un anno, parzialmente a causa della rivoluzione del 1848, lasciando Adam sul lastrico.
Subito dopo la rivoluzione, l'idea di creare un terzo teatro d'opera a Parigi ritornò alla ribalta e l'Opéra National trovò la sua nuova sede al Théâtre Historique de boulevard du Temple. Il 27 settembre 1851, sotto la direzione di Edmond Seveste (successivamente si associò anche suo fratello Jules), il nuovo teatro diede il via alla prima stagione. Il 12 aprile 1852, l'Opéra National venne rinominata in Théâtre Lyrique.
Esso ebbe notevoli difficoltà a raggiungere un buon livello di qualità artistica, non sempre elevata all'inizio. Le produzioni andarono avanti con alti e bassi costituiti da qualche successo e da molti insuccessi dovuti alla rappresentazione di opere di autori di mediocri capacità artistiche.
Tutte le opere di compositori stranieri venivano tradotte in lingua francese prima di essere rappresentate al Théâtre Lyrique, e i nuovi lavori venivano rinominati. Ad esempio La traviata veniva rinominata in Violetta, Der Freischütz messo in locandina come Le Freischütz, e Don Giovanni presentato come Don Juan.
Durante questo periodo era raro che in una serata venisse rappresentata una sola opera; frequentemente venivano rappresentati cinque o sei atti provenienti da due o tre opere diverse. Le stagioni iniziavano ai primi di settembre ed avevano termine alla fine di maggio dell'anno successivo, anche se qualche volta continuavano anche in estate.

## Direttori
- Fratelli Seveste (1851-1854)
- Émile Perrin (1854-1855)
- M. Pellegrin (1855-1856)
- Léon Carvalho (1856-1860)
- Charles Réty (1860-1862)
- Léon Carvalho (1862-1868)
- Jules Pasdeloup (1868-1870)

## Prime esecuzioni
Un notevole numero di opere di compositori francesi ebbero la loro prima esecuzione nel teatro. Fra queste si ricordano:
- Si j'étais roi di Adolphe Adam nel 1852
- Les Dragons de Villars di Aimé Maillart nel 1856
- Faust di Gounod nel 1859
- La Statue di Ernest Reyer nel 1861
- Les Troyens di Berlioz nel 1863 (soltanto la seconda parte, Les Troyens a Carthage)
- Les Pêcheurs de Perles di Bizet nel 1863
- La jolie fille de Perth di Bizet nel 1867
- Romeo e Giulietta di Gounod nel 1867
- Le timbre d’argent di Camille Saint-Saëns nel 1877

Anche alcune opere di autori non francesi furono riprese in quel periodo:
- Orfée di Gluck nel novembre 1859 (sotto la direzione di Berlioz)
- Rigoletto di Verdi nel 1863 (versione francese)
- Violetta di Verdi nel 1864 (versione francese della Traviata)
- Macbeth di Verdi nel 1865 (versione rivista ed ampliata)
- Le bal masqué di Verdi nel 1867 (versione francese di Un ballo in maschera)
- Rienzi di Wagner nell'aprile 1869